# Stefano Grossi
Stefano Grossi (* 1963 in Genua) ist ein italienischer Filmwissenschaftler und Filmregisseur.
Grossi diplomierte über „Die Geschichte des wissenschaftlichen Denkens in der Moderne“ an der Universität seiner Heimatstadt. Seit 1996 lehrt er an der dortigen filmwissenschaftlichen Abteilung und veröffentlichte zahlreiche Arbeiten zu verschiedenen Aspekten und Filmschaffenden. 1991 legte er den Kurzfilm Savannakhet vor. Mitfinanziert von der italienischen Regierung entstand 1998 sein einziger Langfilm, Due come noi, non dei migliori nach eigenem Drehbuch, der allerdings finanziell ein Totalausfall war. Später war er an zwei Filmen im technischen Stab beteiligt und drehte auf 16-mm-Material eigene Projekte.